# بوليمر مدعم بألياف الكربون

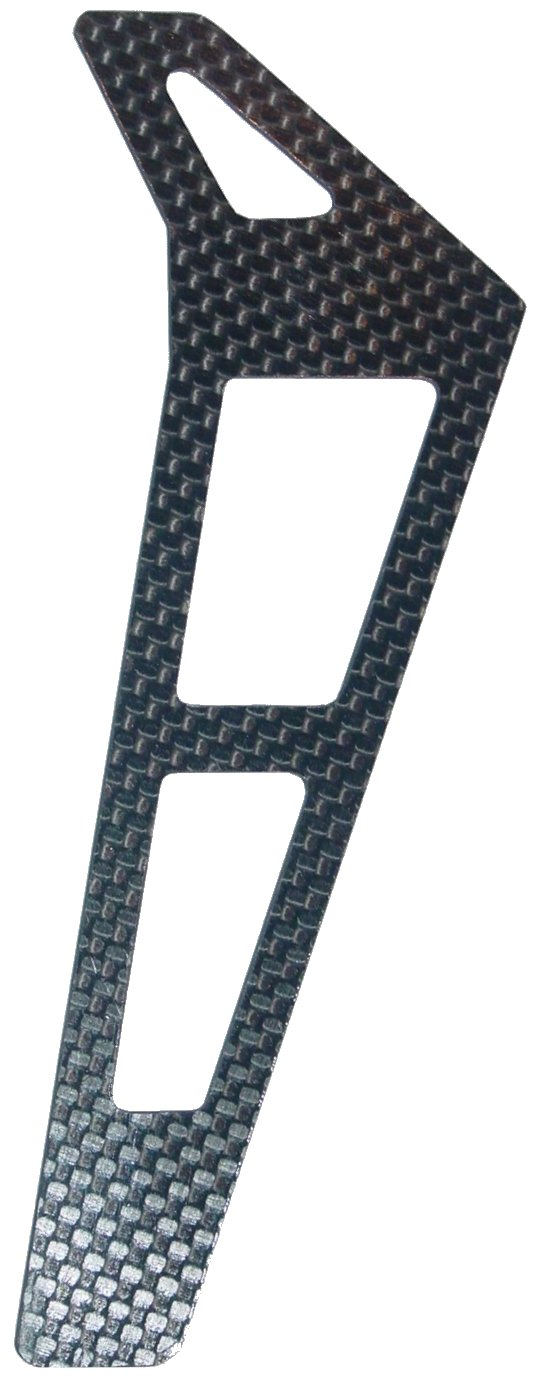
قطعة من طائرة مروحية مصنوعة من بوليمر مدعم بألياف الكربون.

البوليمرات المدعمة بألياف الكربون (يرمز لها CFRP من Carbon fiber–reinforced polymer) نوع من أنواع اللدائن المدعمة بالألياف، والتي تتميز بأن لها متانة كبيرة مترافقة مع خفة في الوزن، وتنشأ من تدعيم البوليمرات بألياف الكربون.
على الرغم من تكلفة التحضير، فإن البوليمرات المدعمة بألياف الكربون تسنخدم بشكل كبير في التطبيقات التي تنطلب نسبة قوة إلى وزن كبيرة بالإضافة إلى الجساءة (الصلابة)، وذلك مثل في مجال تصنيع الطائرات والسيارات، وفي منتجات استهلاكية أخرى.
غالباً ما يكون البوليمر المستخدم في هذه المواد من ريزينات لدائن صلبة بالحرارة مثل الإيبوكسي، ولكن يمكن أن تكون من بوليمرات تصلب حراري أو التلدن الحراري مثل البوليستر أو فاينيل إستر أو نايلون. يمكن للمواد المؤلفة أن تحوي ألياف غير ألياف الكربون مثل أراميد (كيفلر) أو ألياف زجاجية.
تعتمد خصائص البوليمرات المدعمة بألياف الكربون على توضّع ألياف الكربون وعلى نسبتها في التركيب بالمقارنة مع البوليمر.

## اقرأ أيضاً
- ألياف الكربون
- لدائن مدعمة بألياف زجاجية